# 宝くじ文化公演事業
宝くじ文化公演事業（たからくじ ぶんかこうえんじぎょう）は、宝くじの収益金を基に、一般社団法人自治総合センターと開催地の市区町村（東京都23特別区を含み、政令指定都市を除く）、並びに公演会場のコンサートホールの管理・運営を自治体から指定管理者制度の導入により、その指定管理者として委託された公益法人や特定非営利活動法人などの共催により、宝くじの社会貢献活動の一環として地域文化の振興のために取り組む事業のことを指す。関連事業に宝くじスポーツフェスティバルがある。
公演には、「宝くじ文化公演」「宝くじふるさとワクワク劇場」「宝くじまちの音楽会」「宝くじおしゃべり音楽館」の4つがあり、原則として公立（都道府県・市区町村が建設したもの。指定管理者制度の導入で自治体から民間委託した会場も含まれる）のコンサートホール（文化公演以外はおおむね800人以上収容のホールを基本とする）などを利用して行う。
入場料は原則として、「宝くじ助成金による特別料金」として、一般・学生の区別をせずに2000円（税込み　以下同文）（ただしおしゃべり音楽館は2500円〈学生1500円〉、文化公演は通常公演の入場料の半額程度を基準とし、各事業同一都道府県同一料金として、自治総合センターと各市区町村の協議により設定する。ただし文化講演会は入場無料を原則とし、参加希望者は事前に入場整理券を申し込む）に設定している。

## 宝くじ文化公演
内容は、クラシック音楽、歌手や演奏家のコンサートやリサイタル、ミュージカルなどの演劇、演芸会、文化講演会で、各同一都道府県内の2つの市区町村で連続2日間開催することとを原則とする。

## 宝くじふるさとワクワク劇場
大きく2部構成とし、第1部は落語・漫才などの演芸、第2部は喜劇ステージ（プロの劇団（吉本新喜劇）に地元の有志の公開オーディションで選抜された出演者による）の各60分の公演。出演者は吉本興業所属者が多いが、第1部の出演者には東京の落語家や漫才師が入ることも多く、多くは他では見られない顔ぶれの公演となる。なお、舞台上で第1部と第2部の出演者が交わることはない。

## 宝くじまちの音楽会
主催者が指定・オファーしたアーティストによるコンサート。2024年度は以下の3組を対象とする。
1. 「南こうせつ with ウーファン・心のうたコンサート」
2. 「岩崎宏美・岩崎良美・ふれあいコンサート」
3. 「岡村孝子 with 三浦和人・プレミアムな瞬間を重ねて」

公演時間は原則150分（休憩15分含む）で、第2部は地元の合唱団・演奏家グループ・学校の生徒らとの交流競演会（2曲程度）が設けられる。

## 宝くじおしゃべり音楽館
クラシックや懐メロ、オールディーズ、映画音楽のコンサートで、司会は春風亭小朝。その他に小原孝（ピアノ演奏）、島田歌穂（歌・声楽）と「おしゃべり音楽館ポップスオーケストラ」の演奏を加える。公演は120-150分程度の2部構成。こちらも第2部に地元の合唱団・演奏家グループ・学校の生徒らの交流競演会が設けられる場合もある。